# الارتوازية (الرقة)
الارتوازية قرية سورية تتبع ناحية سلوك في منطقة تل أبيض في محافظة الرقة. بلغ عدد سكانها 1282 نسمة في عام 2004 حسب إحصاء المكتب المركزي للإحصاء.